# 東武N100系電車
東武N100系電車（とうぶN100けいでんしゃ）は、東武鉄道の特急形電車。愛称は「スペーシア X」 (SPACIA X) 。2023年（令和5年）7月15日に営業運転を開始した。

## 概要
100系「スペーシア」の後継となる特急形電車である。2021年11月11日に導入計画および形式名・エクステリアが発表され、愛称については2022年6月から7月にかけて名前を4つの中から「予想」する企画が行われたのち、同年7月15日に愛称と運行計画が発表されている。
製造は2022年から行われ、翌2023年3月に第1陣となる2編成が落成した。2024年にも同じく2編成を導入し、計4編成24両を運用する予定である。
2023年10月にはグッドデザイン賞を受賞し、2024年には鉄道友の会よりブルーリボン賞を受賞した。東武鉄道の同賞受賞は、100系以来33年ぶりのことである。更に、2025年には国際的なプロダクトデザイン賞であるレッド・ドット・デザイン賞を受賞している。

## 構造

### 走行機器
ハイブリッドSiC素子を用いたVVVFインバータ制御装置を採用し、3号車と5号車に設置した。500系同様に車両情報制御装置 (T-TICS) を二重系統で搭載しており、効率的な制動力の分配による消費電力の削減や制輪子の摩耗低減が期待できる。ボルスタレス台車で、軸箱支持方式はモノリンク式を採用し高速度での動揺防止のために低い位置にヨーダンパ―を設置している。特別車両となる1・2・6号車の台車には、フルアクティブサスペンションを設置している。

### 内外装
外装色は日光東照宮陽明門の胡粉をイメージした白色をベースとし、前面と側面の窓周りを黒色としている。先頭車両側面の窓枠は、沿線の伝統工芸品をイメージした六角形のものとなっている。
内装は6タイプの座席から構成される。1・6号車のデッキには日光・鬼怒川の自然をイメージした映像を表示する天窓型液晶サイネージを設置し、季節ごとに異なる映像を投影する。5号車以外のデッキには、ICカードによるワイヤロック式の荷物置き場を設けている。
トイレは2・5号車にある。うち5号車にはバリアフリー対応トイレ・車椅子スペースが設けられたほか、東武鉄道の車両としては初となる多目的室も設置された。
車内自動放送は、日本語・英語・中国語・韓国語の4か国語に対応しており、日本語放送は一龍斎貞弥が担当している。自動放送の前には、樽栄嘉哉作曲のオリジナルの車内チャイムが流れる。

#### 座席構成
1号車は「コックピットラウンジ」で、運転台に向かって右側に2人掛け、左側に4人掛けのソファ型座席をそれぞれ3組、運転席の直後に展望型の1人掛け座席を2席配置している（座席は各組単位で発売される）。「時を超えるラウンジ」をテーマに日光金谷ホテルや大使館別荘をイメージした客室内はカーペット敷きで、後位側にオリジナルのクラフトビールやクラフトコーヒーを提供するカフェカウンターがある。
2号車は2+1配列（1列のみ1+1配列）のバックシェル付き回転リクライニングシートを12列配置した全35席の「プレミアムシート」である。座席は東武鉄道の車両では初となる電動リクライニング機構とネックサポート型可動式枕が取り付けられており、肘掛けには内蔵式テーブルとコンセントを備えている。
3・4・5号車は2+2配列の「スタンダードシート」で、従来の「スペーシア」の設備に加えて全席に背面テーブルとコンセントを装備しているが、フットレストは省略されている。5号車の同じ区画には、パーテーションによる簡易コンパートメントの「ボックスシート」も設けている。2人掛けだが、1席に大人と子供がそれぞれ1人ずつ着座可能である。
6号車は個室のみで構成され、定員4人の「コンパートメント」4室と定員7人の「コックピットスイート」1室からなる。コンパートメントは「スペーシア」の伝統をアップデートした個室と位置付け、コの字型のソファと折り畳み式のテーブルを配置している。コックピットスイートはプライベートジェットをイメージした最上級座席で、移動可能なソファとミニテーブルを備えている。

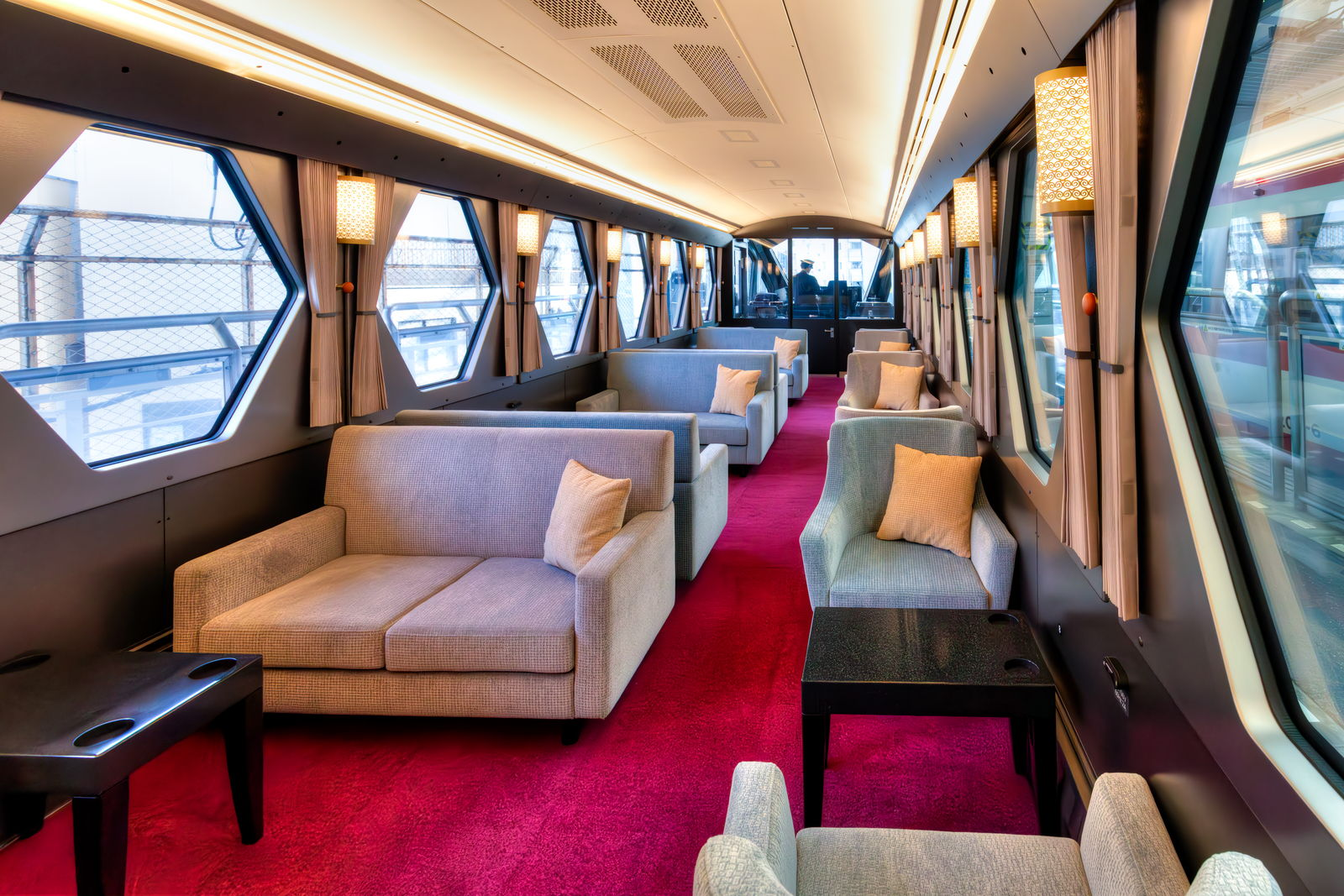
1号車 コックピットラウンジ
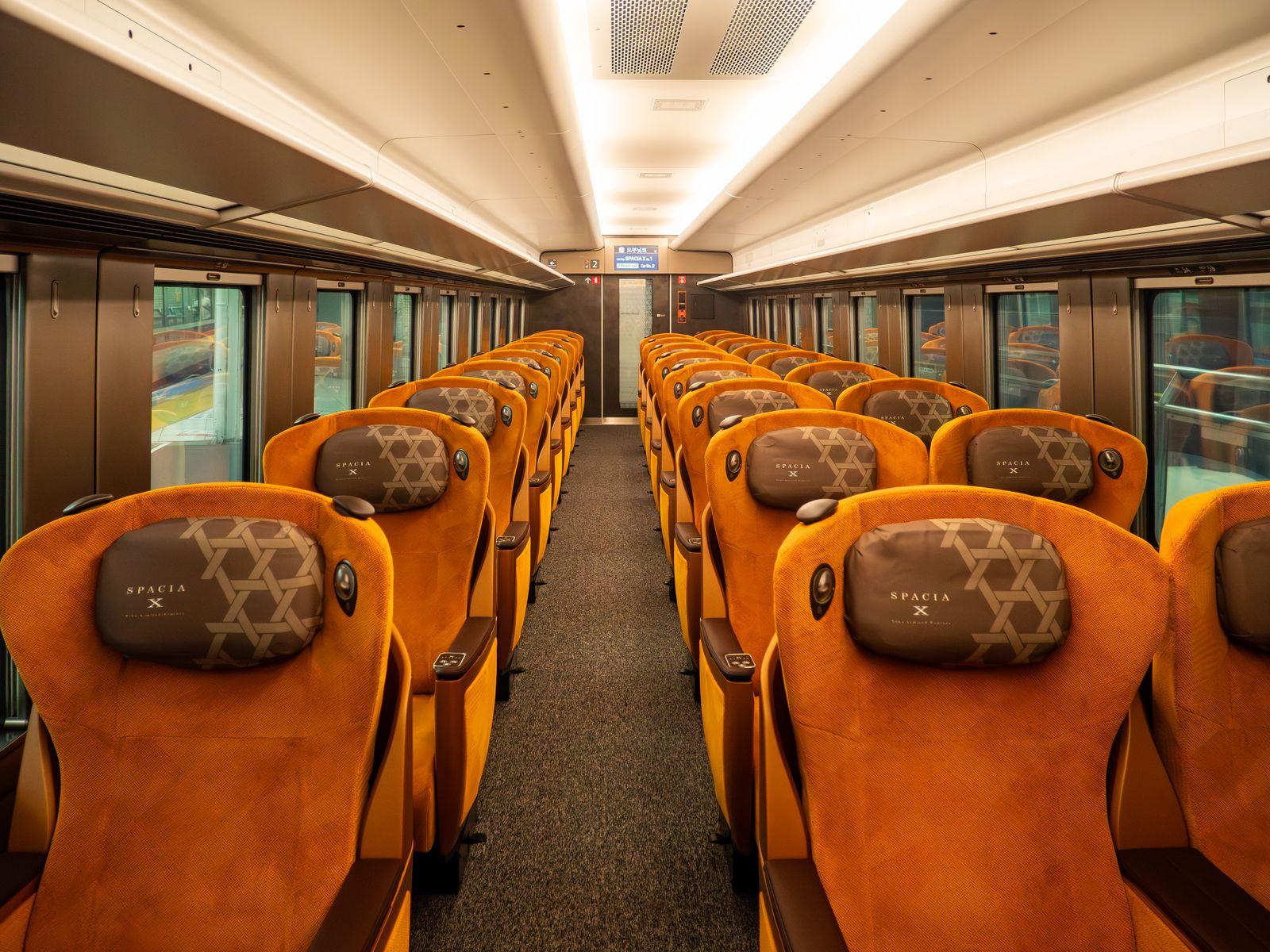
2号車 プレミアムシート
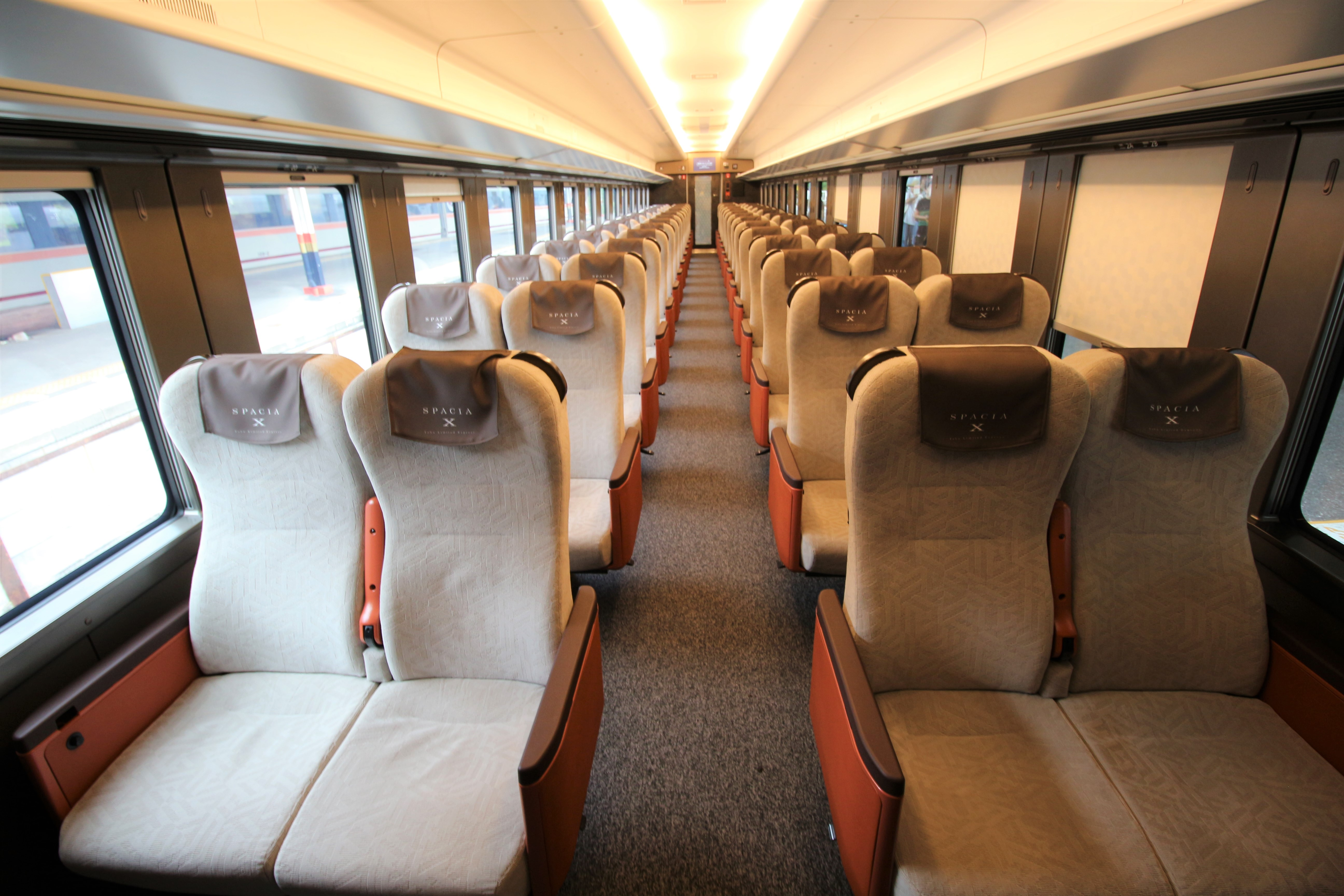
3-5号車 スタンダードシート
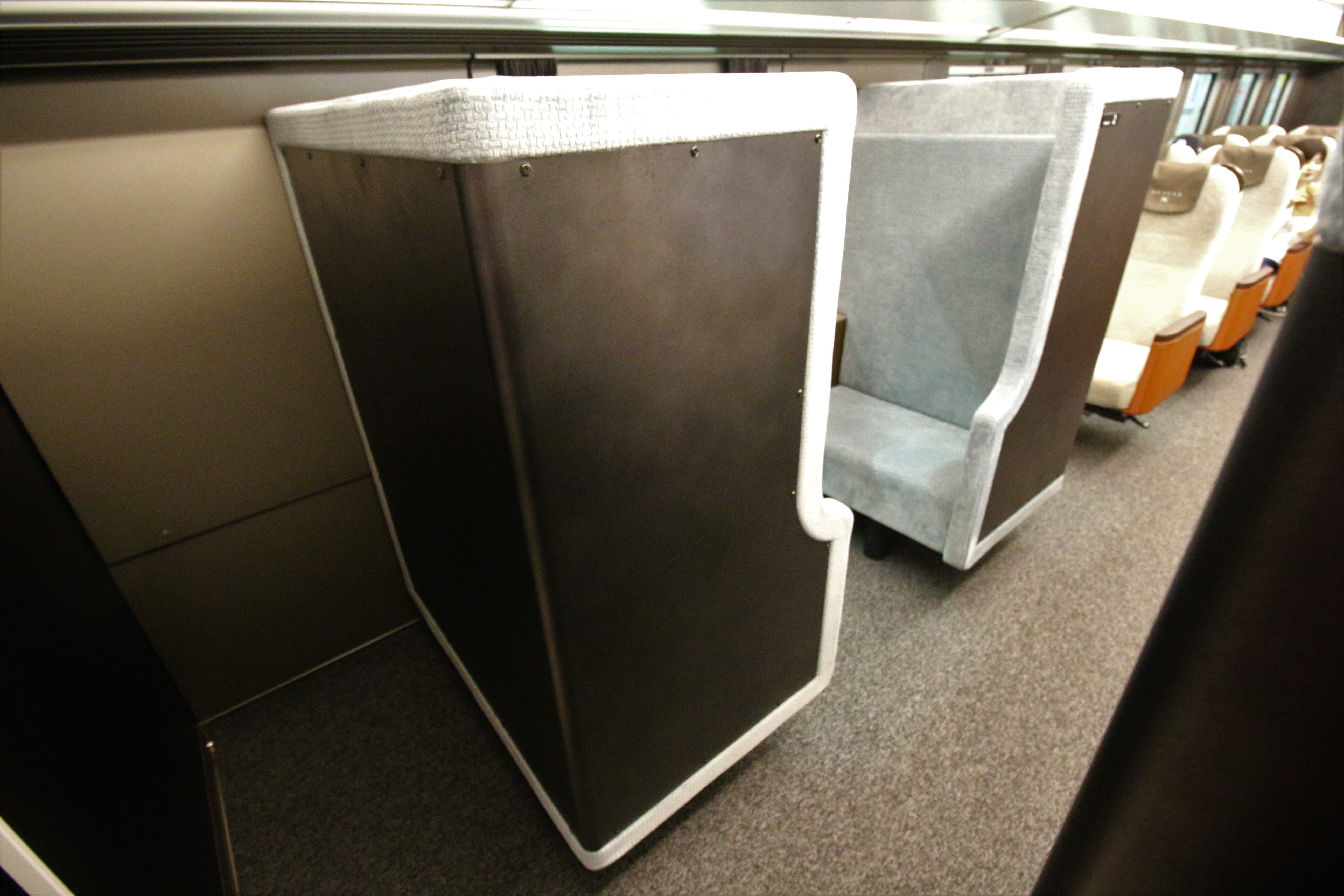
5号車 ボックスシート外観
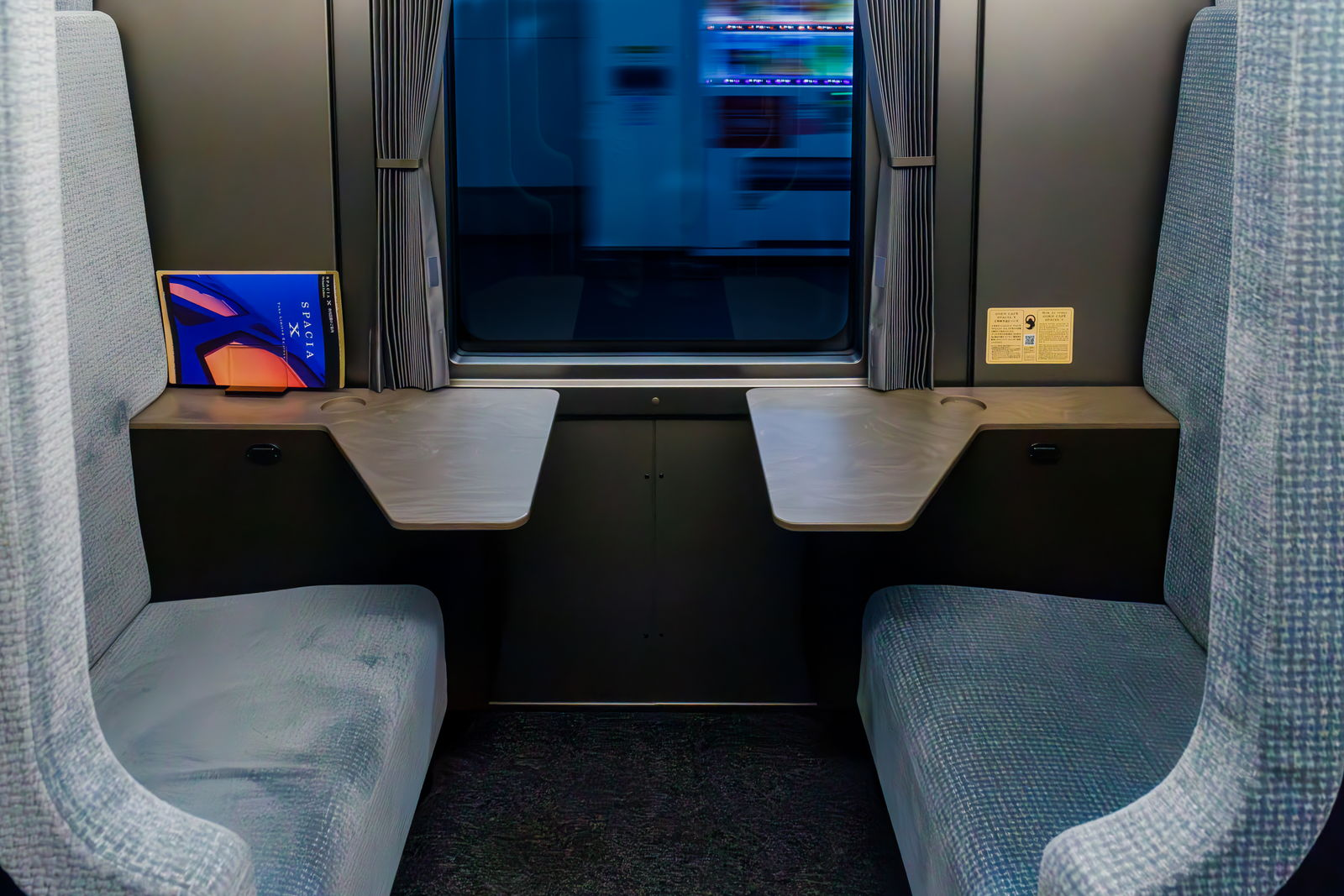
5号車 ボックスシート内部
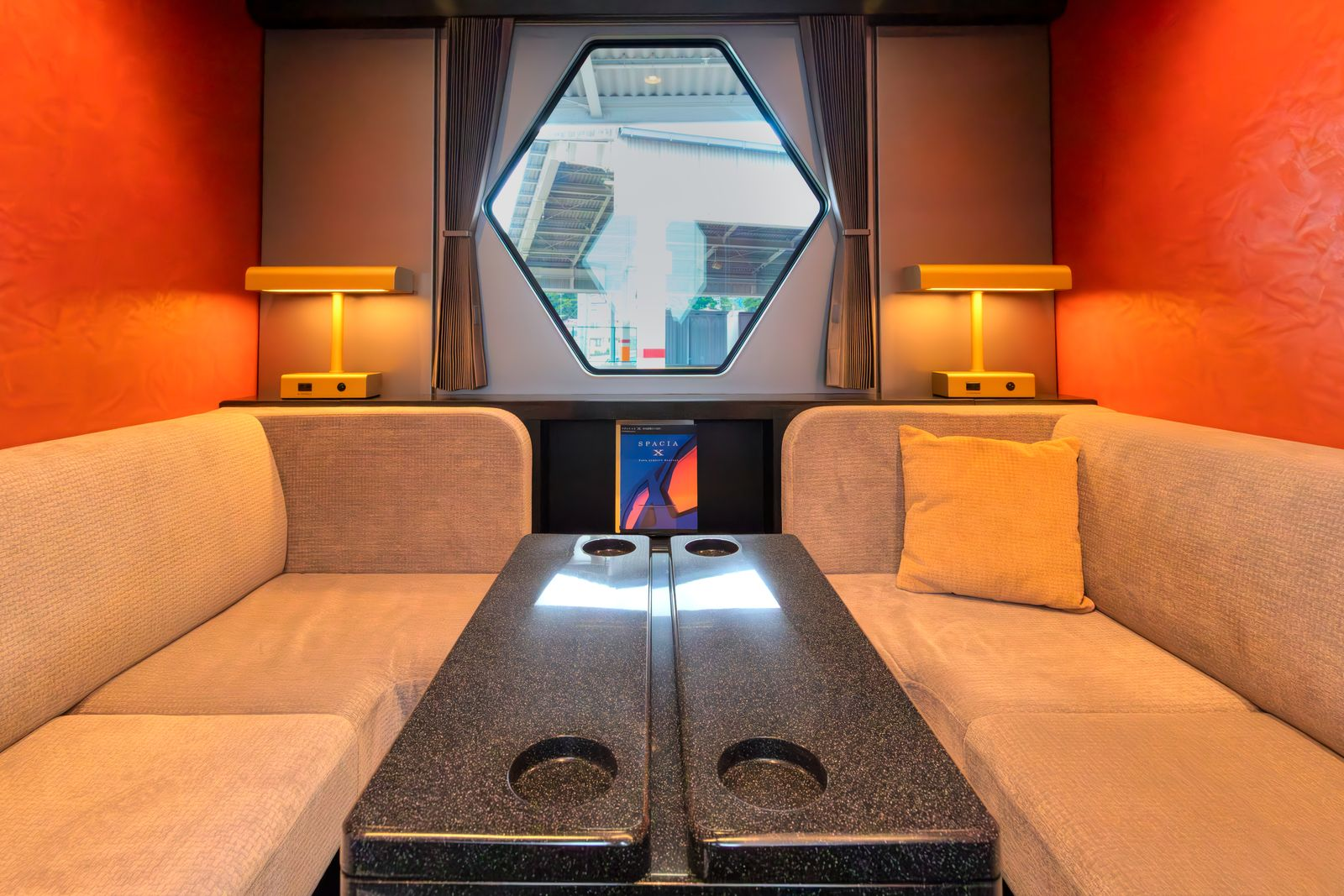
6号車 コンパートメント
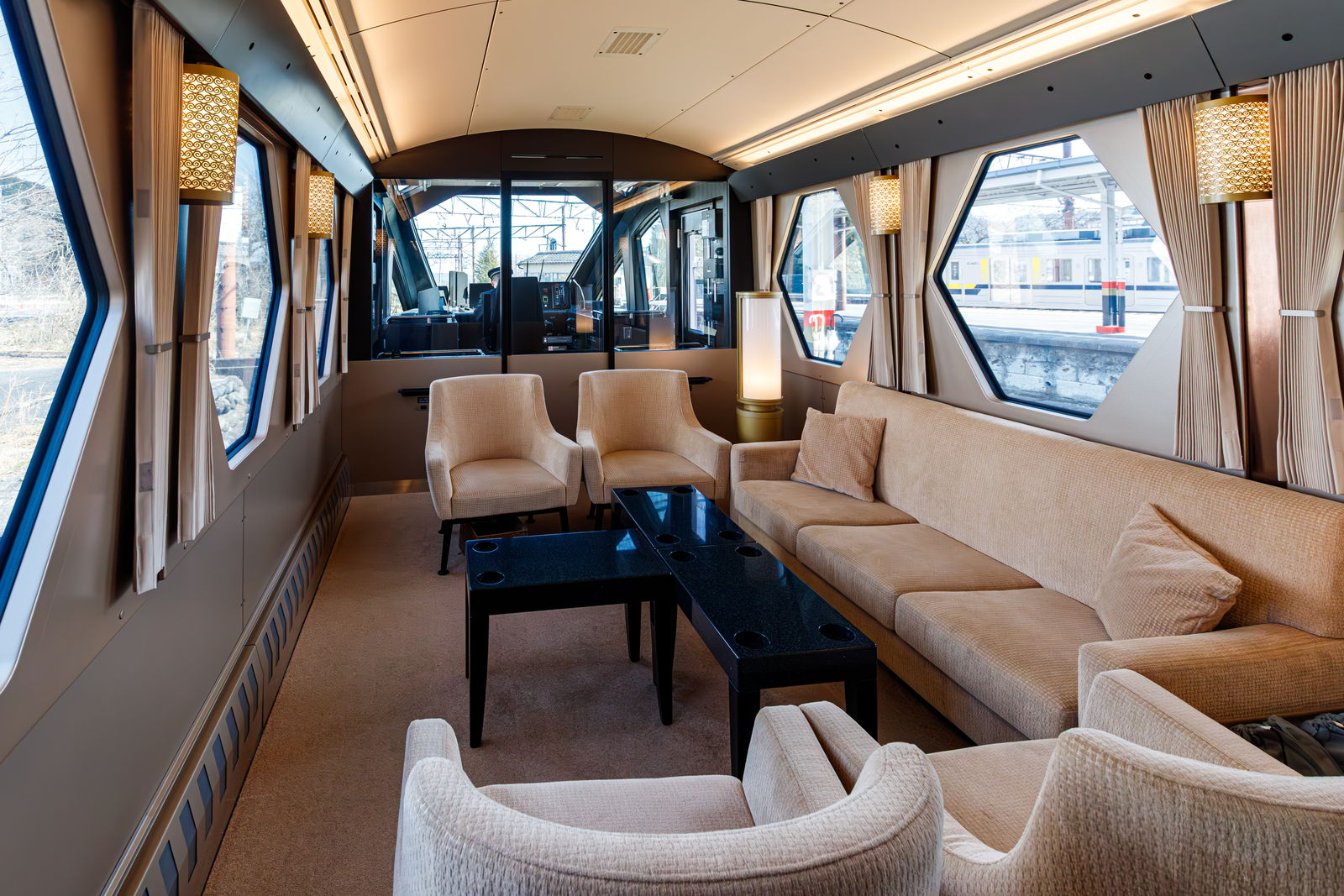
6号車 コックピットスイート

## 編成表
東武日光駅・鬼怒川温泉駅方先頭車を1号車とする6両編成で、100系と異なり両先頭車は電動機無しの制御車である。系列名同様、各車両の形式は「クハN100-6形」のように「N」が冠されている。
|          | ← 浅草東武日光・鬼怒川温泉 → |                   |                   |                   |                   |                    |               |      |
| 号車     | 6                            | 5                 | 4                 | 3                 | 2                 | 1                  | 新製日        | 備考 |
| 形式     | クハN100-1形 (Tc1)           | モハN100-2形 (M1) | モハN100-3形 (M2) | モハN100-4形 (M3) | モハN100-5形 (M4) | クハN100-6形 (Tc2) | 新製日        | 備考 |
| 自重     | 35.9 t                       | 41.2 t            | 38.9 t            | 40.4 t            | 40.7 t            | 34.8 t             | 新製日        | 備考 |
| 定員     | 23                           | 22                | 56                | 56                | 35                | 20                 | 新製日        | 備考 |
| 車両番号 | N101-1                       | N101-2            | N101-3            | N101-4            | N101-5            | N101-6             | 2023年5月25日 |      |
| 車両番号 | N102-1                       | N102-2            | N102-3            | N102-4            | N102-5            | N102-6             | 2023年5月26日 |      |
| 車両番号 | N103-1                       | N103-2            | N103-3            | N103-4            | N103-5            | N103-6             | 2024年2月28日 |      |
| 車両番号 | N104-1                       | N104-2            | N104-3            | N104-4            | N104-5            | N104-6             | 2024年3月2日  |      |

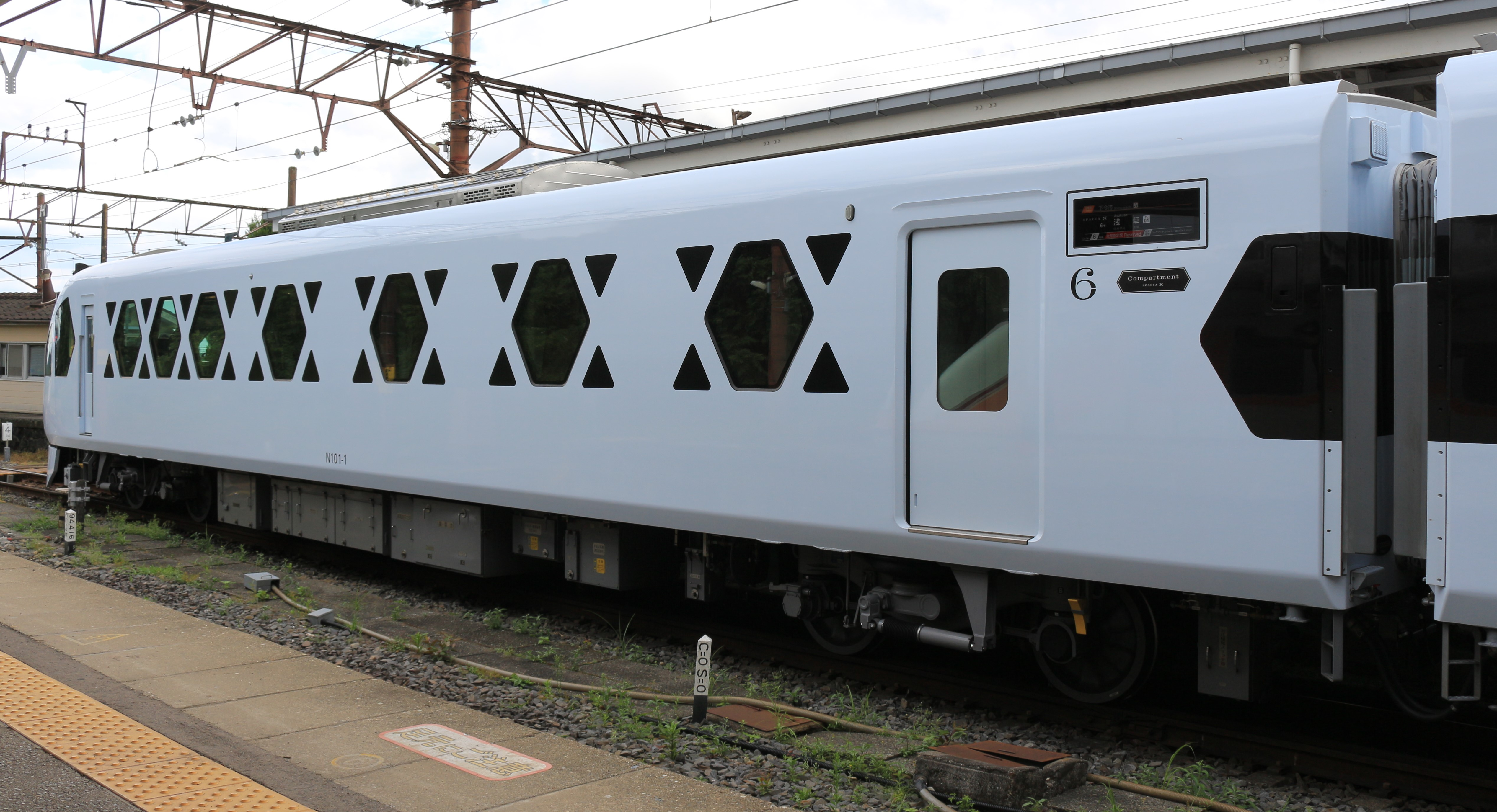
クハN100-1形
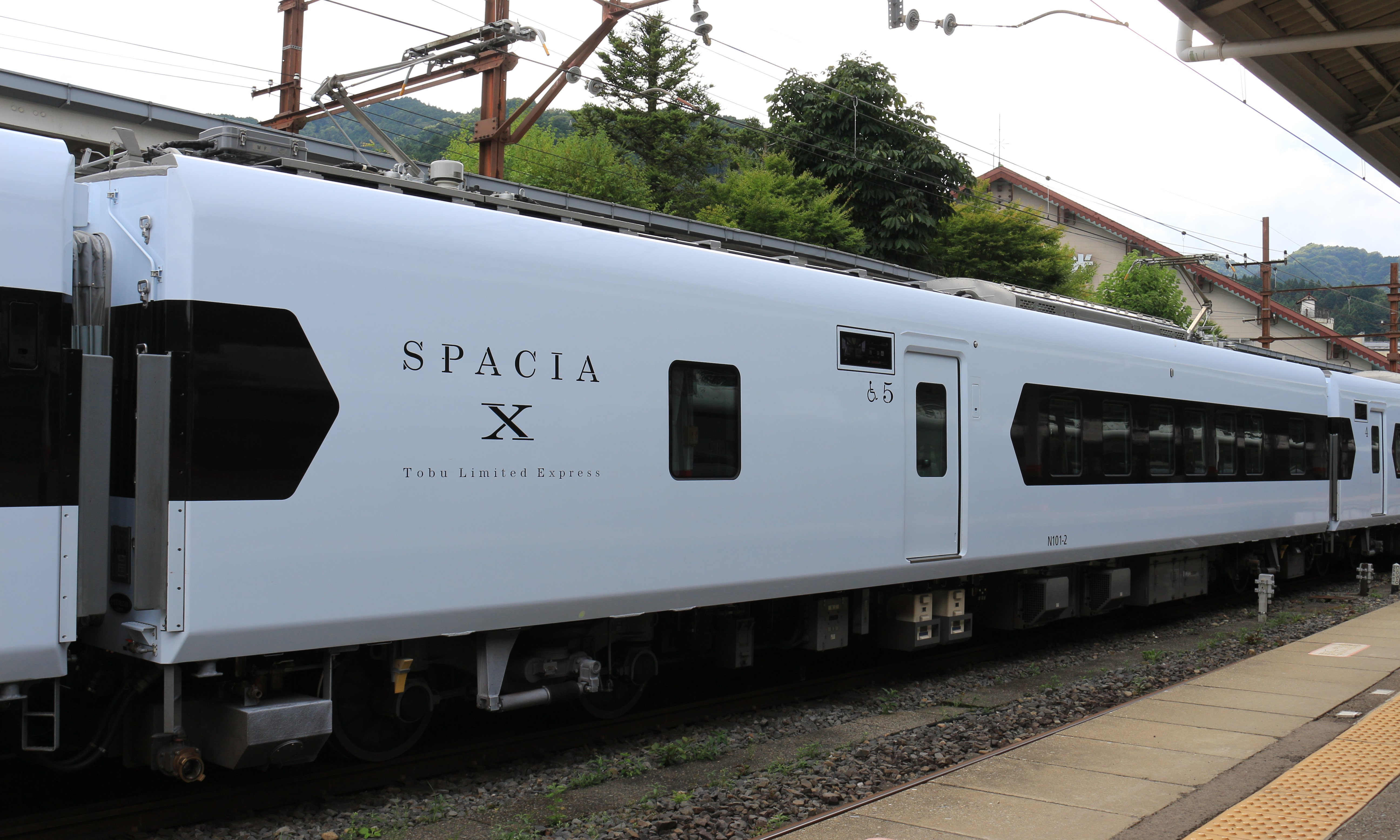
モハN100-2形
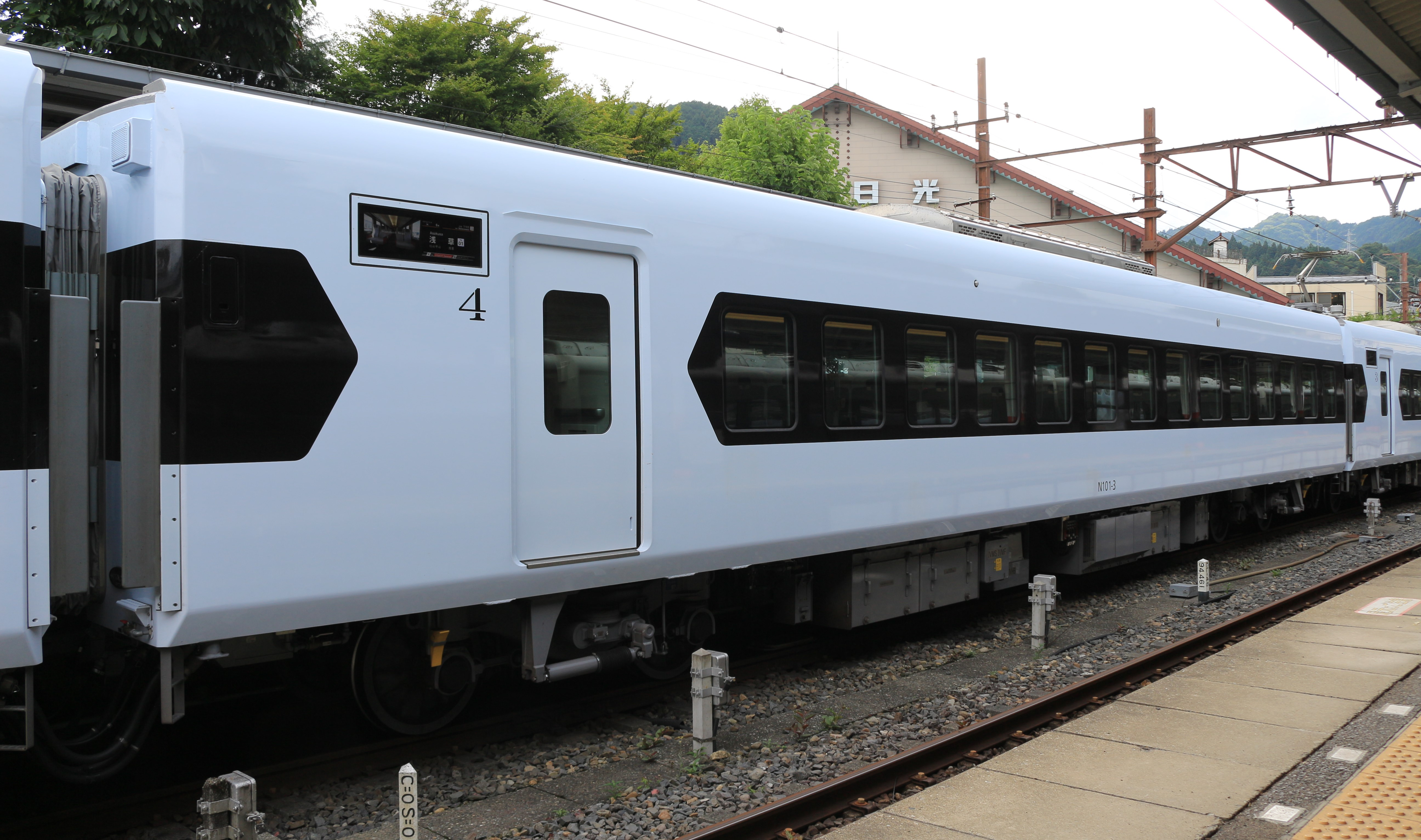
モハN100-3形
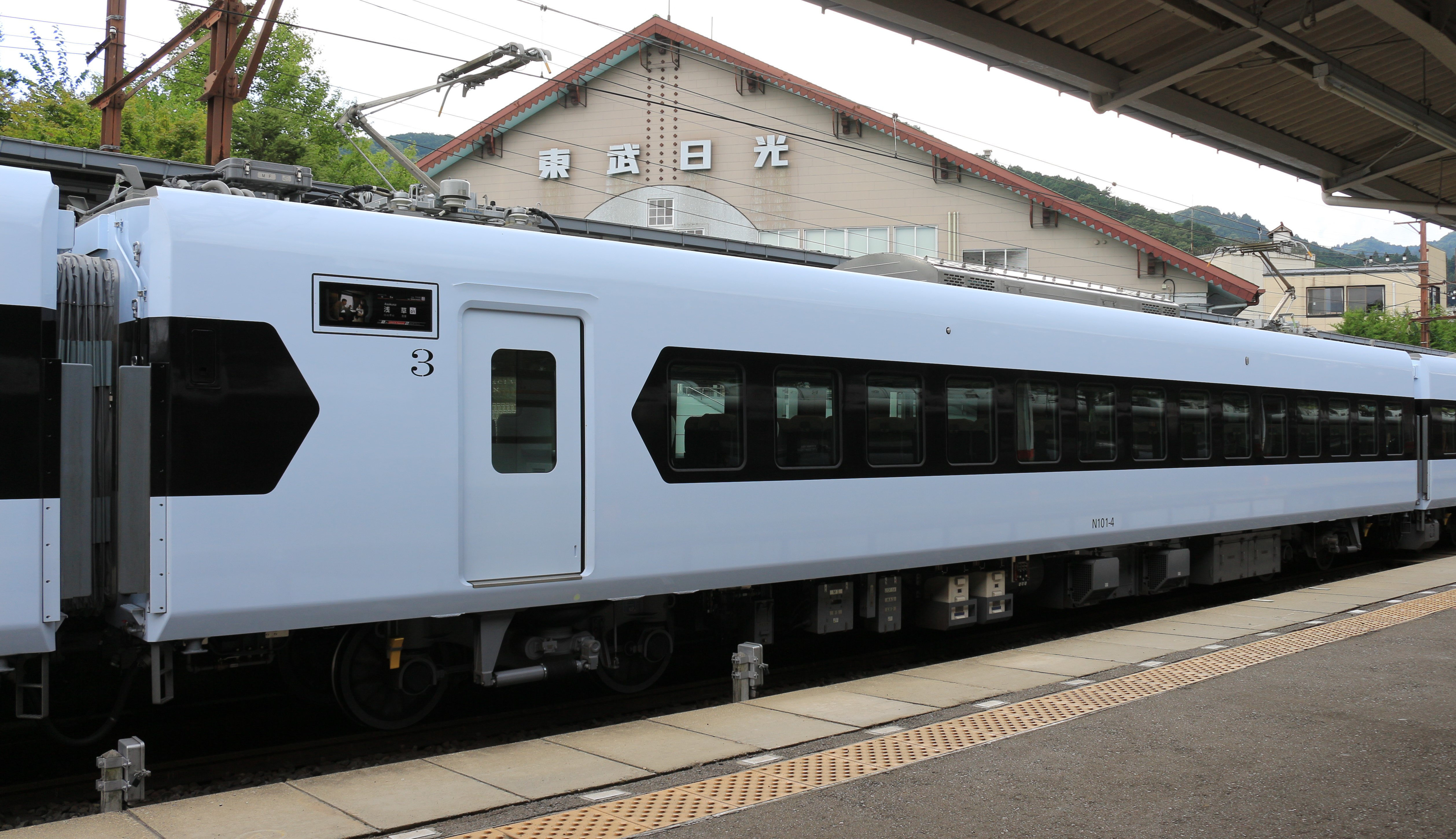
モハN100-4形
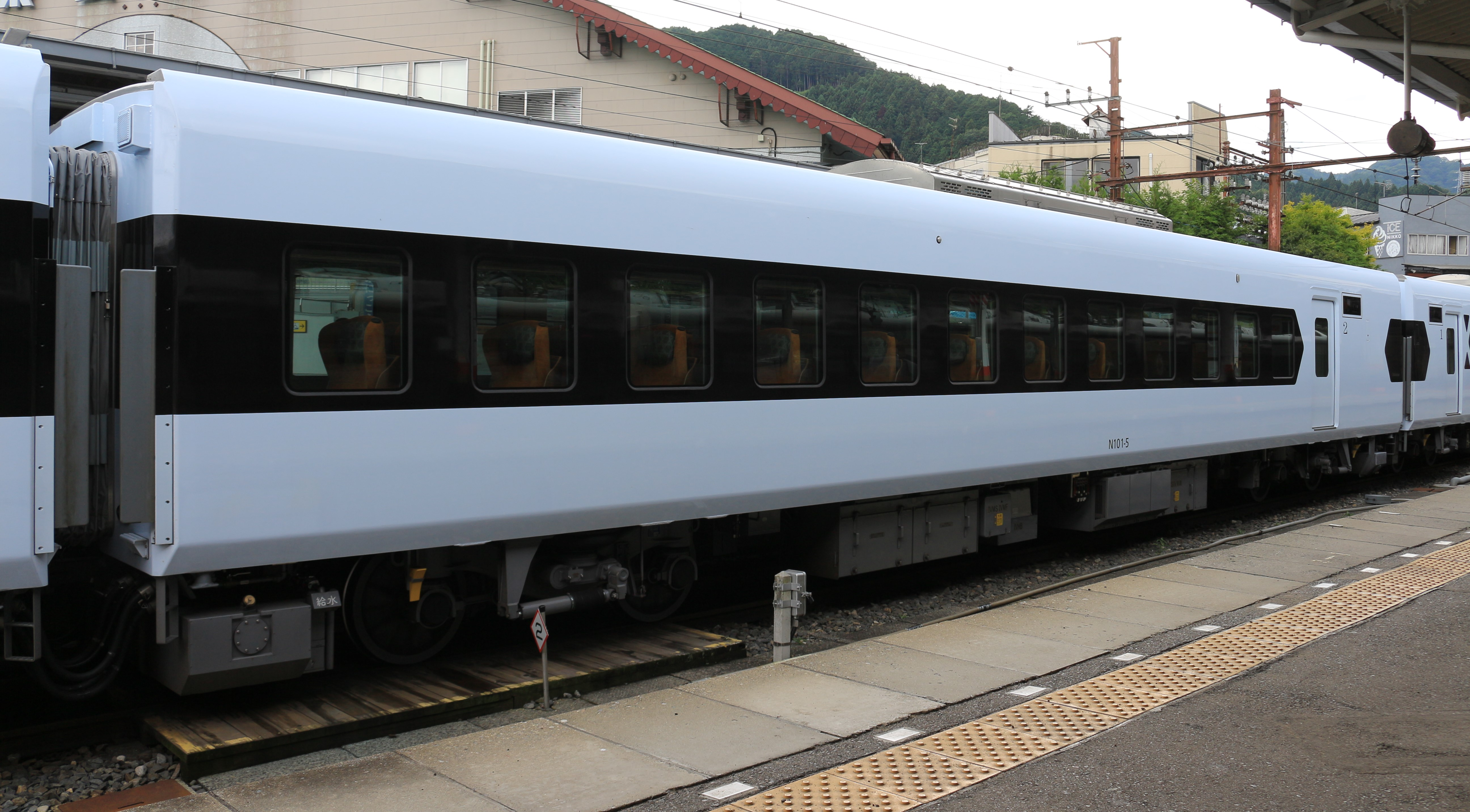
モハN100-5形
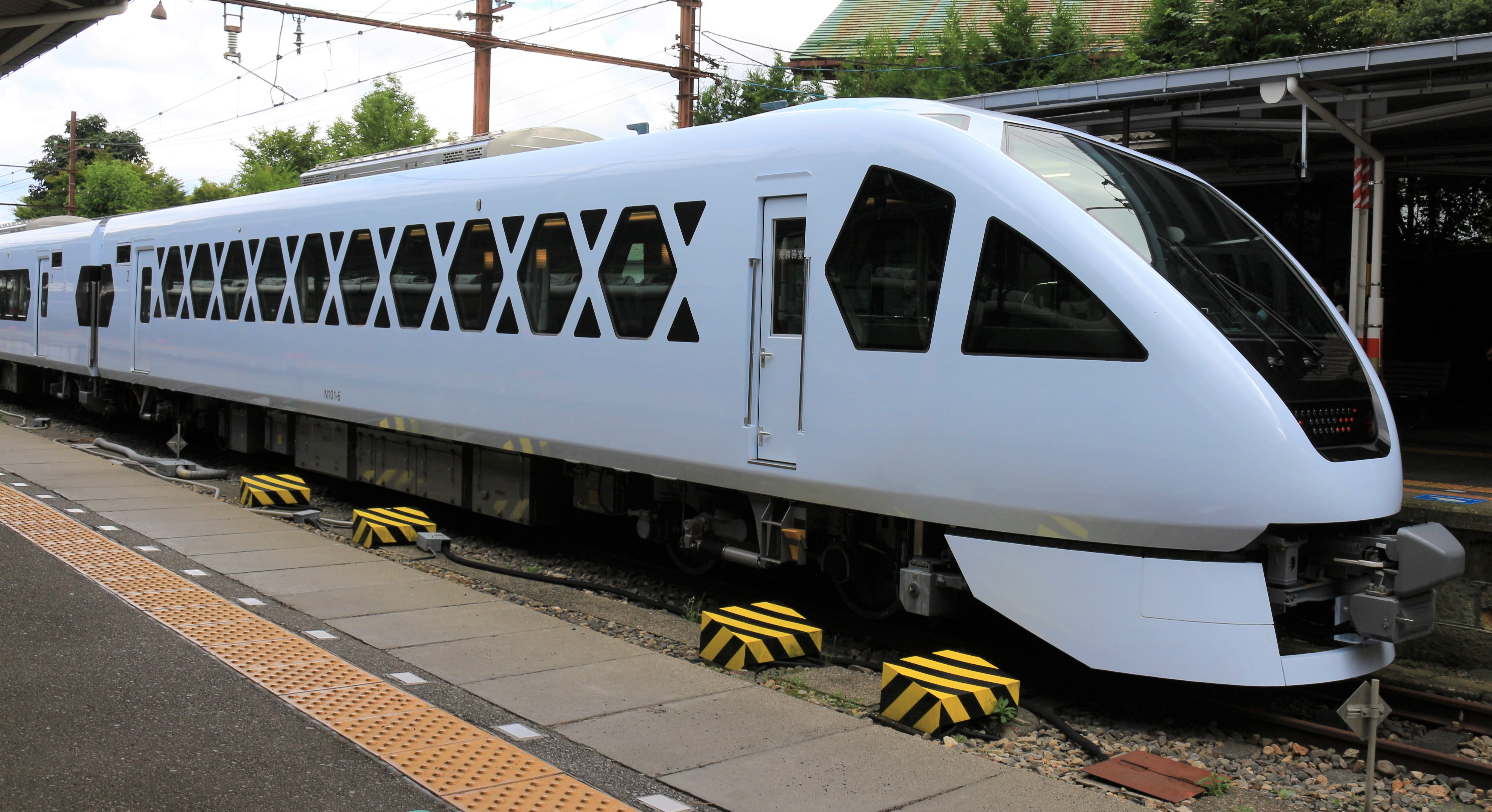
クハN100-6形

## 運用
2023年7月15日より浅草駅 - 東武日光駅・鬼怒川温泉駅間の特急列車「スペーシアX」で運用されている。なお、JR線への直通特急「きぬがわ」「日光」には使用されていない。
2024年5月28日には、東武浅草駅発で上皇、上皇后乗車のお召し列車として運用。この際、プレミアムシートは使われず、スタンダードシートが使用された。